# Apomys brownorum
Apomys brownorum és una espècie de mamífer rosegador de la família dels múrids. És endèmic de l'illa de Luzon (Filipines).

## Descripció
És un rosegador de petites dimensions, amb la llargada total entre 126 i 140 mm, la llargada de la cua entre 107 i 116 mm, la llargada del peu entre 31 i 35 mm, la llargada de les orelles entre 21 i 22 mm i un pes de fins a 84 g.

## Biologia

### Comportament
És una espècie terrestre i nocturna.

### Alimentació
Es nodreix de cucs, altres invertebrats i llavors.

## Distribució i hàbitat
Aquesta espècie és endèmica del mont Tapulao, a la part nord-occidental de l'illa de Luzon, a les Filipines.
Viu als boscos molsosos a uns 2.000 metres d'altitud.

## Estat de conservació
Com que fou descoberta fa poc, l'estat de conservació d'aquesta espècie encara no ha estat avaluat formalment.